# Megyaszó
Megyaszó là một thị trấn thuộc hạt Borsod-Abaúj-Zemplén, Hungary. Thị trấn này có diện tích 53,42 km², dân số năm 2010 là 2804 người, mật độ 52 người/km².